# Neeraj Kayal
Neeraj Kayal (en hindi : नीरज कयाल) est un mathématicien et informaticien indien, né à Guwahati en Inde. Il est surtout connu pour avoir découvert, alors qu'il était encore étudiant, avec son professeur Manindra Agrawal et son co-étudiant Nitin Saxena, un algorithme polynomial de test de primalité, appelé d'après leurs initiales le test de primalité AKS.

## Biographie
Kayal obtient un Bachelor of Technology (en) en informatique à l'Institut indien de technologie de Kanpur (IITK) en 2002. Cette même année il propose, avec Manindra Agrawal et Nitin Saxena le test de primalité AKS qui a eu un grand retentissement,.
Kayal obtient un Ph. D. en informatique théorique au département d’informatique du IITK, sous la direction de Manindra Agrawal, en 2006 (titre de la thèse : « Derandomizing Some Number-Theoretic and Algebraic Algorithms »). Il est ensuite chercheur postdoctoral à l'Institute for Advanced Study de l'Université de Princeton et à l'Université Rutgers. Depuis 2008, il travaille comme chercheur chez Microsoft Research en Inde.

## Prix et distinctions
- Neeraj Kayal reçoit le « Distinguished Alumnus Award of the IITK »[4] décerné par l’association des anciens élèves de l'IITK, pour ses travaux en théorie de la complexité (informatique théorique).
- En 2006, il est lauréat du prix Gödel[5] avec Manindra Agrawal et Nitin Saxena pour leur test de primalité.
- La même année, il est récipiendaire du prix Fulkerson[6] avec ses coauteurs pour le même test de primalité.
- En 2012, il obtient le « Young Scientist Award » de la Indian National Science Academy (en) (INSA) pour ses contributions au développement de test de primalité, mais aussi pour sa résolution de la conjecture du fan-in borné pour des circuits de profondeur trois, et pour un algorithme de reconstruction de formules algorithmiques[7].
- En 2021, il est lauréat du prix Infosys, décerné « pour ses contributions exceptionnelles à la complexité informatique. En particulier, le travail étendu et innovant sur le calcul algébrique qui inclut le développement de techniques de limites inférieures profondes prouvant les limitations de ce modèle naturel, ainsi que la conception d'algorithmes efficaces pour la reconstruction et l'équivalence de tels circuits algébriques »[8].